# اسپورت-سیلر
اسپورت-سیلر (انگلیسی: Sport-Saller) شرکت تجهیزات ورزشی آلمانی است، که در سال ۱۹۷۲ توسط مارگوت سیلر تأسیس شد.